# Беснік Мустафай
Беснік Мустафай (алб. Besnik Mustafaj; нар. 23 вересня 1958, Байрам-Цуррі, Народна Республіка Албанія) — албанський письменник, сценарист і поет, дипломат. 62-й міністр закордонних справ Албанії.

## Біографія
Закінчив факультет іноземних мов Тиранського університету. Спеціаліст з романської філології. Потім учителював у окрузі Тропоя.
З 1982 — викладач в Університеті Тирани і журналіст газети «Zëri i popullit» («Голос народу»), органу ЦК Албанської партії праці.
З 1988 році працював перекладачем в Інституті з вивчення марксизму-ленінізму, а два роки по тому став головним редактором журналу «Bota Letrare» («Всесвітня література»).
У 1991 році він став брати участь в демократичній опозиції. Був кандидатом у депутати від Демократичної партії Албанії. У березні 1991 року вперше був обраний членом Народних зборів Албанії.
У 2005 призначений послом Албанії у Франції.
З 11 вересня 2005 по 24 квітня 2007 Мустафай займав посаду міністра закордонних справ в уряді прем'єр-міністра Албанії Салі Беріша. Піддавався критиці за зайняту їм занадто м'яку позицію щодо косовського питання.

## Творчість
Беснік Мустафай відомий як автор чотирьох поетичних збірок, збірника есе, книг для дітей, романів і повістей.
Беснік Мустафай — один з найбільш відомих албанських письменників, твори якого перекладаються на іноземні мови. Ряд його творінь переведений на французьку, німецьку та болгарську мови.